# Cyrano (operă)

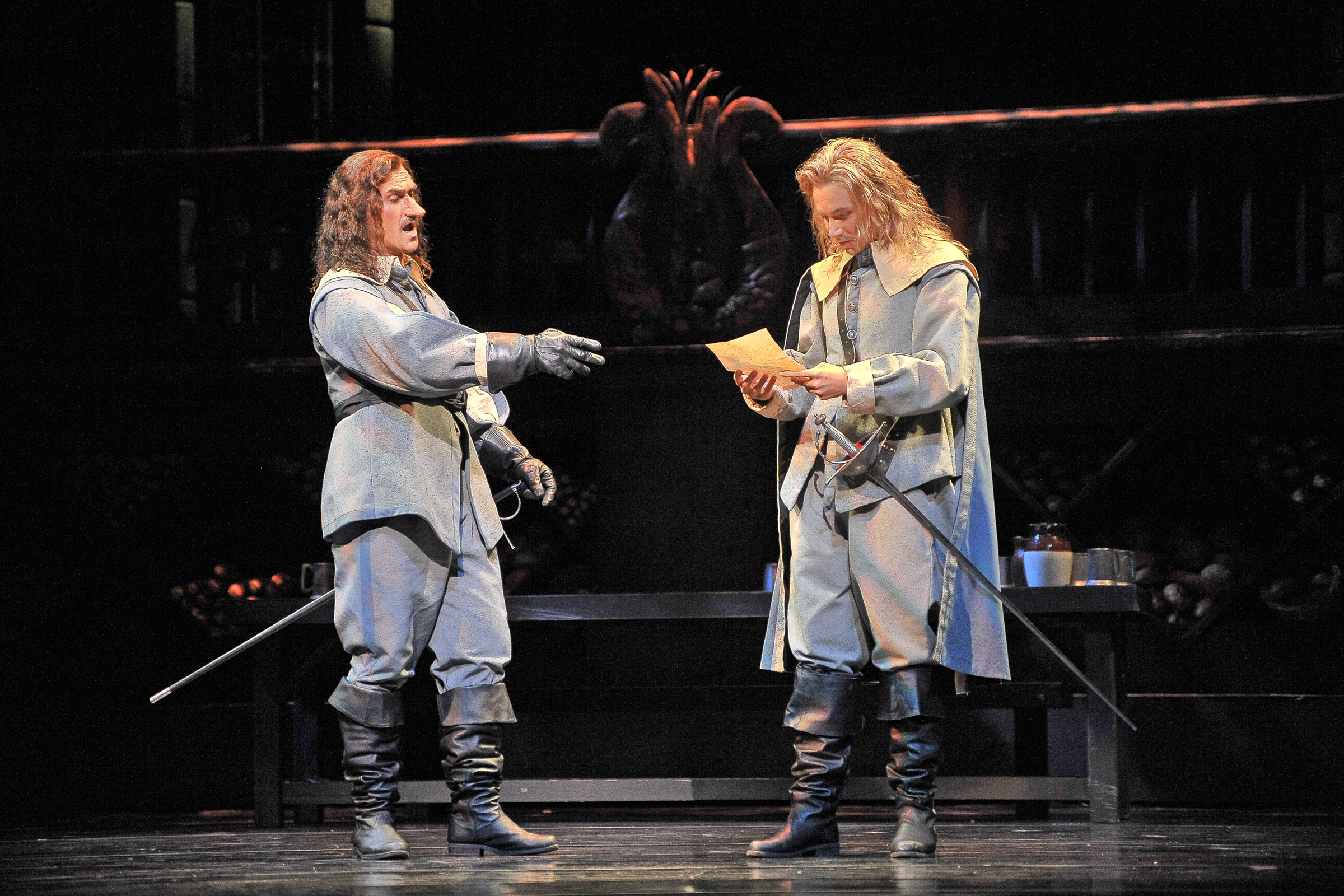
Marian Pop și Sébastien Guèze în scena a doua din actul întâi. Fotografie realizată la Florida Grand Opera de către Gaston de Cardenas.

Cyrano este o operă în trei acte compusă de David DiChiera pe un libret de Bernard Uzan, și se bazează pe piesa de teatru Cyrano de Bergerac de Edmond Rostand. Orchestația inițială îi aparține lui Mark Flint. Premiera Mondală a operei a avut loc la 13 octombrie 2007 la Teatrul de Operă din Michigan (Detroit Opera House - Michigan Opera Theatre). A fost reluată de Compania de Operă din Philadelphia (Opera Company of Philadelphia) în februarie 2008 și de către Opera Mare din Florida (Florida Grand Opera - Miami) în luna aprilie a anului 2011.

## Personaje
| Personaj               | Tip de voce            | În distribuția premierei mondiale de la 13 octombrie 2007 Conducerea muzicală: Mark Flint |
| ---------------------- | ---------------------- | ----------------------------------------------------------------------------------------- |
| Cyrano                 | bariton                | Marian Pop                                                                                |
| Roxane                 | soprană                | Leah Partridge                                                                            |
| Christian              | tenor                  | José Luis Sola                                                                            |
| DeGuiche               | bas                    | Peter Volpe                                                                               |
| Duenna                 | mezzosoprană           | Gloria Parker                                                                             |
| Le Bret                | bariton                | Gaetan Laperriere                                                                         |
| Ragueneau              | tenor                  | Eric Johnston                                                                             |
| Carbon                 | bas-bariton            | Daniel Okulitch                                                                           |
| Inconnu                | bas-bariton            | Daniel Okulitch                                                                           |
| Marquis de Cuigy       | tenor                  | Torrance Blaisdell                                                                        |
| Capucin                | tenor                  | Torrance Blaisdell                                                                        |
| Orchestra              | Orchestra              | Michigan Opera Theatre Orchestra                                                          |
| Chorus Maestru de Cor  | Chorus Maestru de Cor  | Michigan Opera Theatre Chorus Suzanne Mallare Acton                                       |
| Regia Artistică        | Regia Artistică        | Bernard Uzan                                                                              |
| Scenografie și Costume | Scenografie și Costume | John Pascoe                                                                               |
| Maestru de lumini      | Maestru de lumini      | Donald Thomas                                                                             |